# Real Madrid Club de Fútbol 1999-2000
Questa voce raccoglie le informazioni riguardanti il Real Madrid Club de Fútbol nelle competizioni ufficiali della stagione 1999-2000.

## Rosa
| N. |                        | Ruolo | Calciatore         |
| -- | ---------------------- | ----- | ------------------ |
| 1  | Germania (bandiera)    | P     | Bodo Illgner       |
| 2  | Spagna (bandiera)      | D     | Míchel Salgado     |
| 3  | Brasile (bandiera)     | D     | Roberto Carlos     |
| 4  | Spagna (bandiera)      | D     | Fernando Hierro    |
| 5  | Spagna (bandiera)      | D     | Manuel Sanchís     |
| 6  | Argentina (bandiera)   | C     | Fernando Redondo   |
| 7  | Spagna (bandiera)      | A     | Raúl               |
| 8  | Inghilterra (bandiera) | C     | Steve McManaman    |
| 9  | Spagna (bandiera)      | A     | Fernando Morientes |
| 10 | Paesi Bassi (bandiera) | C     | Clarence Seedorf   |
| 11 | Brasile (bandiera)     | A     | Sávio              |
| 12 | Spagna (bandiera)      | D     | Iván Campo         |
| 13 | Argentina (bandiera)   | P     | Albano Bizzarri    |
| 14 | Spagna (bandiera)      | C     | Guti               |
| 15 | Spagna (bandiera)      | D     | Iván Helguera      |

| N. |                                 | Ruolo | Calciatore              |
| -- | ------------------------------- | ----- | ----------------------- |
| 16 | Camerun (bandiera)              | A     | Samuel Eto'o            |
| 17 | Spagna (bandiera)               | D     | Javier Dorado           |
| 18 | Spagna (bandiera)               | D     | Aitor Karanka           |
| 19 | Francia (bandiera)              | A     | Nicolas Anelka          |
| 20 | Bosnia ed Erzegovina (bandiera) | A     | Elvir Baljić            |
| 21 | Camerun (bandiera)              | C     | Geremi                  |
| 22 | Francia (bandiera)              | C     | Christian Karembeu      |
| 23 | Brasile (bandiera)              | D     | Júlio César             |
| 24 | Spagna (bandiera)               | C     | Álvaro Benito           |
| 25 | Jugoslavia (bandiera)           | A     | Perica Ognjenović       |
| 27 | Spagna (bandiera)               | P     | Iker Casillas           |
| 31 | Spagna (bandiera)               | A     | José Manuel Meca García |
| 34 | Spagna (bandiera)               | A     | David Aganzo            |
| 36 | Argentina (bandiera)            | A     | Rolando Zárate          |
| 38 | Spagna (bandiera)               | A     | Fernando Fernández      |